# Malenice
Malenice [ˈmalɛɲɪt͡sɛ] (deutsch Malenitz) ist eine Gemeinde in Tschechien. Sie liegt fünf Kilometer südlich von Volyně in Südböhmen und gehört zum Okres Strakonice.

## Geographie

### Geographische Lage

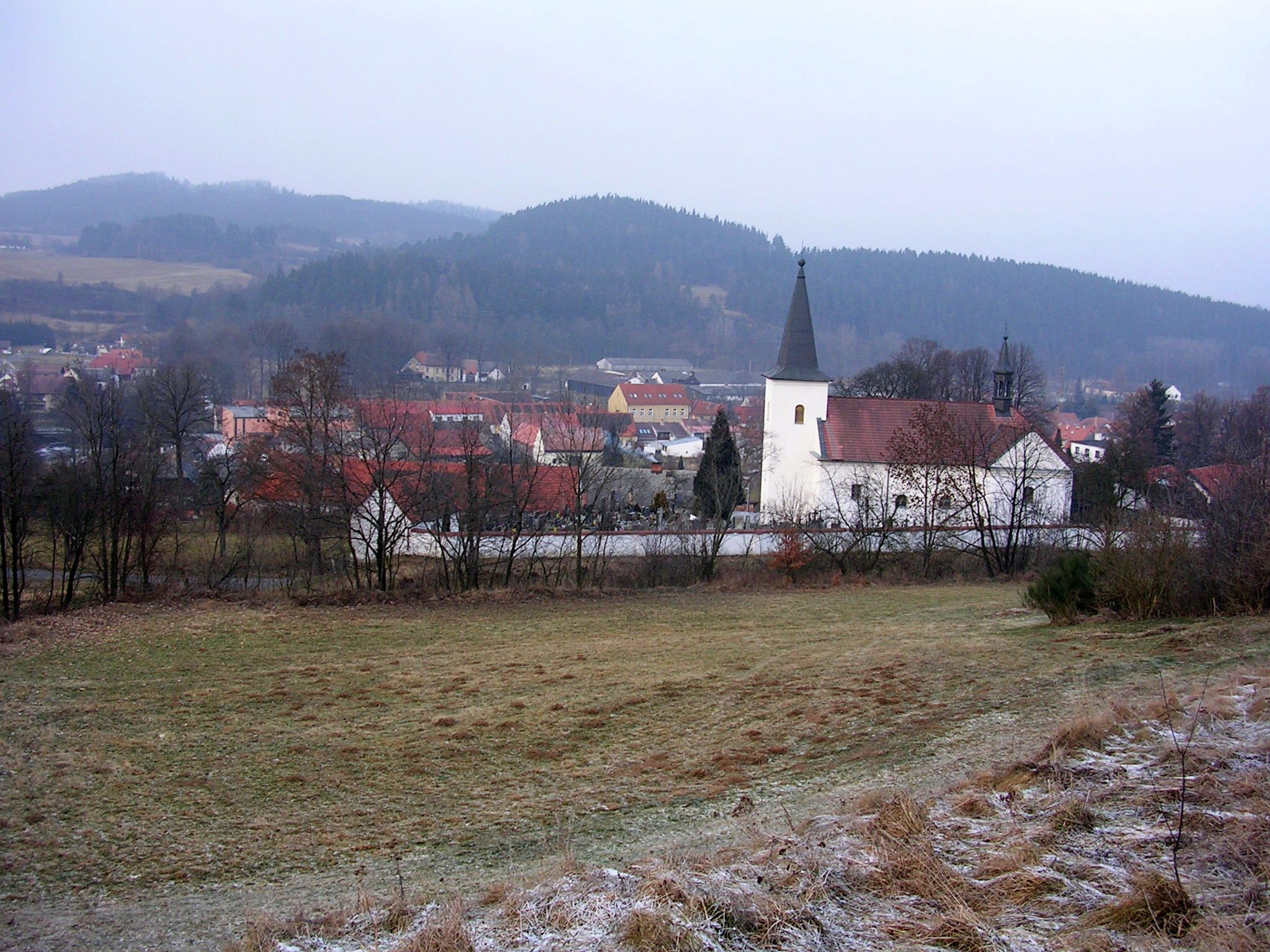
Ortsansicht von Süden

Malenice befindet sich beiderseits der Volyňka im Vorland des Böhmerwaldes. Am nordöstlichen Ortsausgang mündet der Bach Radhostický potok in die Volyňka. Im Norden erheben sich der Betaň (651 m) und der Pátek (589 m), nordöstlich der Brankovec (639 m), im Südosten der Bořkův kopec (636 m), südlich der Háj (643 m) und der Věnec (Wienec, 765 m) und im Nordwesten der Na Cikánce (762 m) und der Dubovec (598 m). Am östlichen und südlichen Ortsrand verläuft die Bahnstrecke Strakonice–Volary, die Bahnstation trägt den Namen Malenice nad Volyňkou. Westlich des Dorfes verläuft die Staatsstraße I/4 zwischen Volyně und Vimperk.

### Gemeindegliederung
Die Gemeinde Malenice besteht aus den Ortsteilen Malenice (Malenitz), Straňovice (Stranowitz) und Zlešice (Schlesitz) sowie der Ansiedlung Zlešička (Klein Schlesitz).

### Nachbargemeinden
Nachbarorte sind Starov, Zechovice, Volyně und Nišovice im Norden, Račí, Černětice, Kalce und Marčovice im Nordosten, Předslavice, Úlehle und Straňovice im Osten, Bušanovice und Beneda im Südosten, Zálezly und Radhostice im Süden, Havrdův Mlýn, Lčovice und Čkyně im Südwesten, Předenice, Záhoříčko und U Dobré Vodu im Westen sowie Zlešička, Nahořany und Zlešice im Nordwesten.

## Geschichte
Archäologische Funde belegen eine keltische Besiedlung der Gegend während der späten Hallstattzeit und der Latènezeit. Auf dem Věnec befand sich zwischen dem 5. Jahrhundert v. Chr. und dem 1. Jahrhundert eine Burgstätte.
Die erste schriftliche Erwähnung des Ortes erfolgte 1318. Malenice war der Sitz der Vladiken von Malenice. Die erste Nachricht über die Kirche stammt nach den Errichtungsbüchern aus dem Jahre 1406, als Sulko von Zalesl einen Altar stiftete. Im 15. Jahrhundert erwarben die Vladiken von Čestice das Gut und schlossen es an Lčovice an. Mit Přech von Čestice erlosch das Vladikengeschlecht zu Beginn des 17. Jahrhunderts im Mannesstamme. Erbin der Güter Lčovice und Čestice wurde seine Tochter Johanna und deren Mann Bernhard Hodejowsky von Hodiegow (Hodĕjovský z Hodĕjova), die die Feste zu einem Renaissanceschloss umgestalten ließen. Bernhard Hodejowsky und sein Bruder Johann Georg fielen während des Ständeaufstandes 1618. Nach der Schlacht am Weißen Berg wurden die Besitzungen der Brüder Adam Bernhard und Bohuslaw Hodejowsky auf Eltschowitz und Chotietitz konfisziert. Die Böhmische Kammer verkaufte Eltschowitz am 6. Dezember 1622 für 21.000 Meißnische Schock an den kaiserlichen Generalfeldzeugmeister und kurpfälzischen Kämmerer Heinrich Michael Hießerle von Codaw (Jindřich Michal Hýzrle z Chodů). Er ließ das Schloss umgestalten und den Park anlegen. 1629 schlug Hießerle eine Rebellion seiner Leibeigenen nieder. 1665 erbte sein Sohn Franz Michael Hießerle die Herrschaft, er verkaufte sie 1694 an Anna Maria Gräfin von Althann, geborene von Aspremont-Lynden. Diese überließ Eltschowitz wenig später ihrer Schwiegertochter Anna Maria Lažanský. Zu den weiteren Besitzern gehörte ab 1753 die Witwe Amalie Freiin von Sickingen, geborene Gräfin von Althann, ab 1768 Joseph Reichsfreiherr von und zu Sickingen, ab 1785 Franziska Reichsgräfin von und zu Sickingen und ab 1791 deren Bruder Franz Graf von Swéerts-Sporck. 1805 erbte Franz Reichsgraf von und zu Sickingen die Herrschaft. Noch im selben Jahre veräußerte er Eltschowitz an Joseph Anton Baumbas, kaufte die Herrschaft aber bereits im Jahr darauf wieder zurück. Schließlich verkaufte Franz von und zu Sickingen 1815 die Herrschaft Eltschowitz mit Zaleslan an Dorothea Gräfin Rey, geborene Gräfin Breteuil. 1830 erhielt Eugen Wratislaw Graf Netolitzky die Herrschaft gerichtlich eingeantwortet. Er verkaufte sie 1835 an Joseph Dreßler, der sie zwei Jahre später an Christoph Benda weiterveräußerte. Im Jahre 1840 bestand Malenitz aus 67 Häusern mit 433 Einwohnern, darunter einer Israelitenfamilie. Unter herrschaftlichem Patronat standen die Pfarrkirche des hl. Jakobus des Älteren, die Pfarre und die Schule. Außerdem gab es im Dorf ein Wirtshaus, eine Mühle sowie eine Brücke über die Wolinka. Abseitig lag eine Wasenmeisterei. Malenitz war Pfarrort für Eltschowitz, Stranowitz (Straňovice), Setechowitz (Setěchovice), Bolikowitz (Bolíkovice), Zleschitz (Zlešice), Zalesl und Kowanin (Kovanín). Bis zur Mitte des 19. Jahrhunderts blieb Malenitz immer der Allodialherrschaft Eltschowitz samt dem Gut Zalesl untertänig.
Nach der Aufhebung der Patrimonialherrschaften bildete Malenice/Malenitz ab 1850 mit den Ortsteilen Elčovice, Zlešice und Zlešička eine Gemeinde in der Bezirkshauptmannschaft Strakonice und dem Gerichtsbezirk Volyně. 1893 nahm im Wolinkatal die Bahnstrecke Strakonitz–Winterberg den Verkehr auf, die bis zur Jahrhundertwende noch bis Wallern fortgeführt wurde. Am südlichen Ortsrand über der Kirche entstand eine Bahnstation. Straňovice wurde 1908 von Předslavice nach Malenice umgemeindet. Im Jahre 1922 löste sich Lčovice von Malenice los und bildete eine eigene Gemeinde. Am 1. Jänner 1949 wurde das Dorf dem neu gebildeten Okres Vimperk zugeordnet. Nach der Aufhebung des Okres Vimperk wurde die Gemeinde 1961 wieder Teil des Okres Strakonice.

## Kultur und Sehenswürdigkeiten

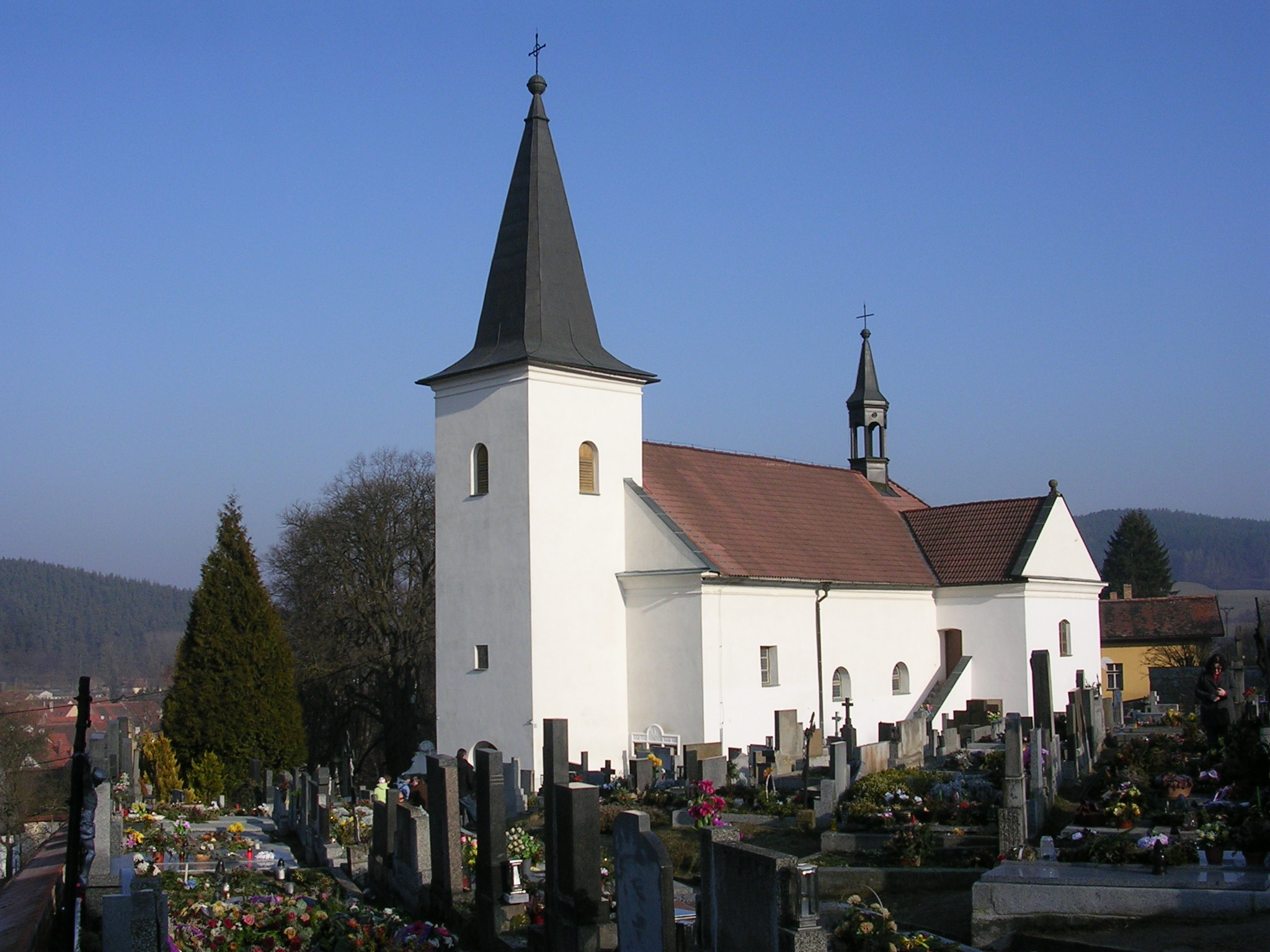
Kirche des hl. Jakobus des Älteren und Friedhof

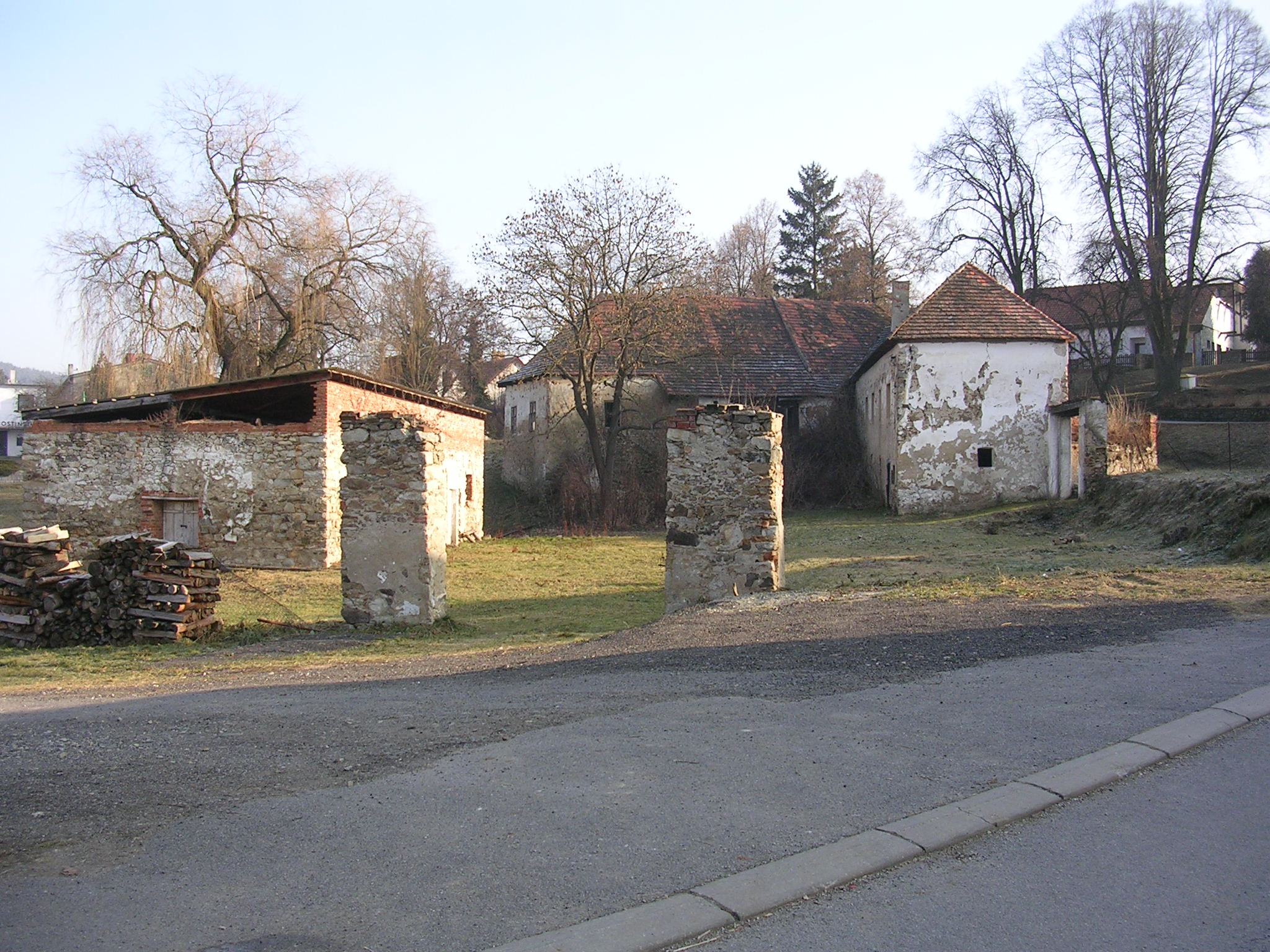
Pfarrstadel

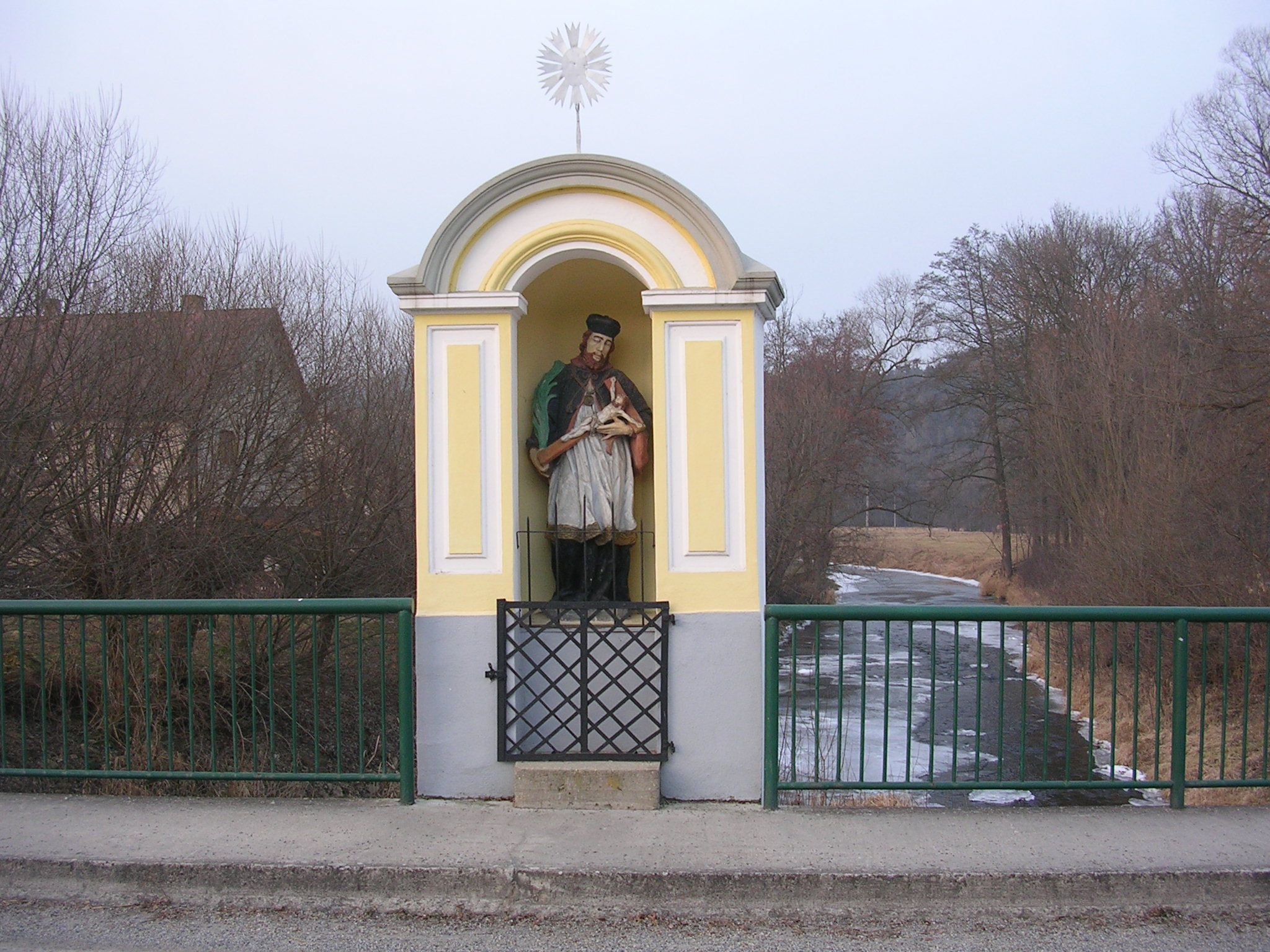
Nischenkapelle des hl. Johannes von Nepomuk auf der Volyňkabrücke

- Pfarrkirche Jakobus des Älteren, der zu Beginn des 14. Jahrhunderts errichtete gotische Bau wurde mehrfach umgestaltet und erweitert. Das Schiff entstand im Jahre 1709. Ihr heutiges Aussehen erhielt sie beim Umbau von 1885. Umgeben ist sie von einem Friedhof, auf dem u. a. der Architekt Josef Zítek, der Schauspieler Jiří Pleskot, der Chorleiter Pavel Kühn, der Archivar František Teplý und der Regisseur Zdeněk Podskalský ihre letzte Ruhestätte fanden.
- Pfarrhaus, es entstand auf den Resten der Feste Malenice und wurde später barock umgestaltet.
- Kapelle des hl. Wenzel, der rotundenförmige Bau wurde auf Initiative des Archivars František Teplý südlich über dem Dorf auf der Hůrka, einem Ausläufer des Háj errichtet und am 25. September 1932 feierlich geweiht
- Bildstock mit Statue des hl. Johannes von Nepomuk, errichtet 1893
- Nischenkapelle des hl. Johannes von Nepomuk und Kreuz auf der Volyňkabrücke
- Nischenkapelle zwischen dem Betaň und Pátek
- Alte Dorfschmiede
- Alter Hammer, der 1804 errichtete hölzerne Bau diente bis 1961 seinem ursprünglichen Zweck. Heute ist er ein technisches Museum
- Kalkfelsen Jiříčkova skála mit der 1920 entdeckten Höhle Malenická jeskyně nördlich des Dorfes an der Volyňka
- Keltische Burgstätte Věnec auf dem gleichnamigen Berg. Erhalten ist ein ringförmiger Steinwall, der dem Berg auch seinen Namen (zu deutsch Kranz) gab. Sie ist als Kulturdenkmal geschützt.

## Söhne und Töchter der Gemeinde
- Jaroslav Jankovec (1896–1961), Dirigent und Komponist